# Francis Guthrie

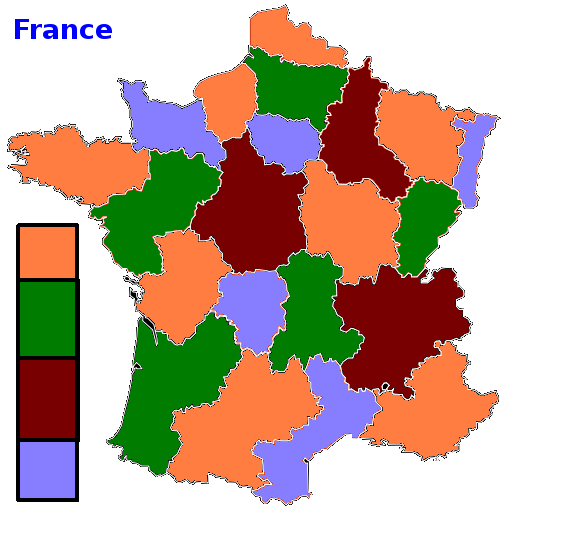
Ilustracja twierdzenia o czterech barwach (dystrykty Francji)

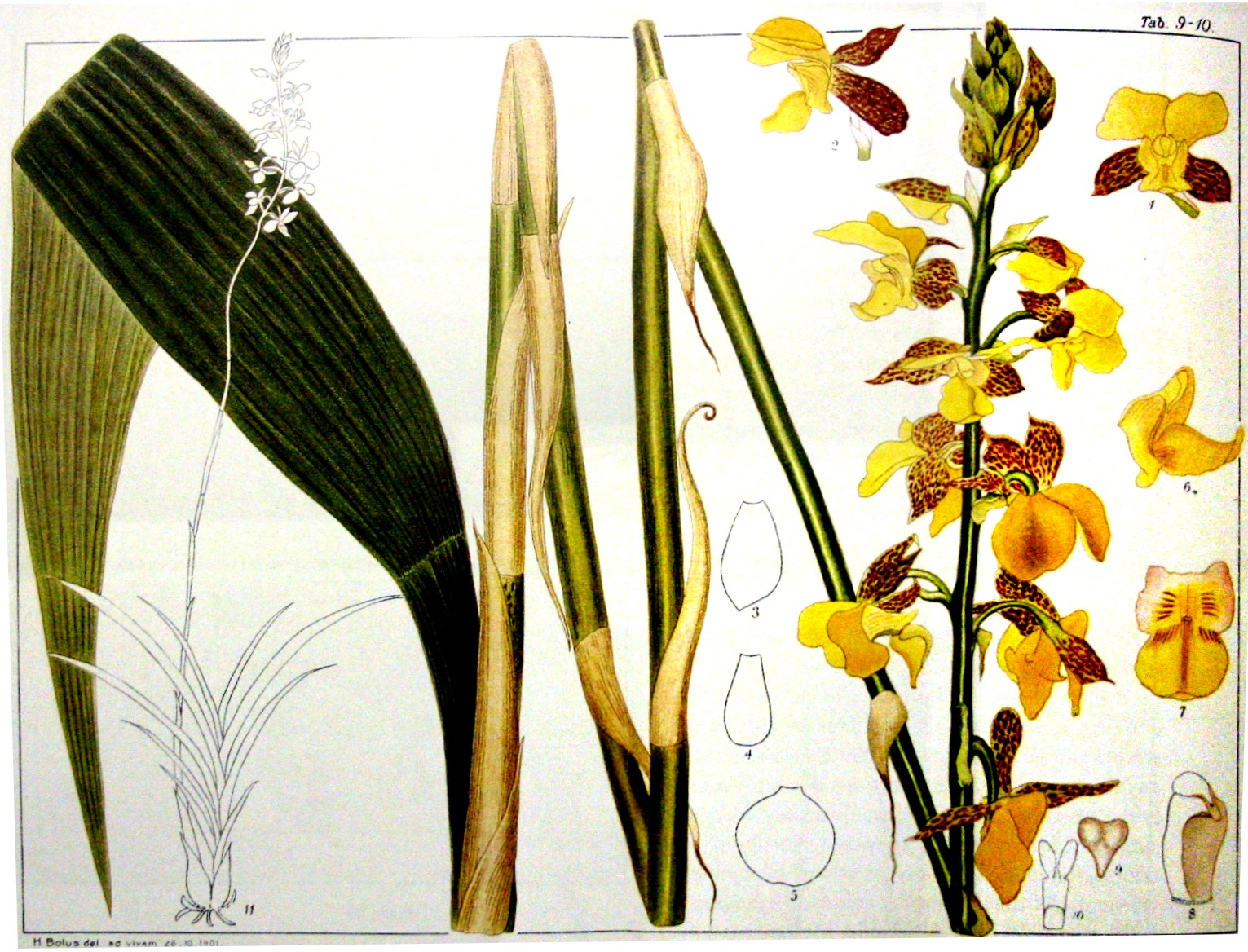
Eulophia streptopetala, gatunek z rodziny storczykowatych (rys. Harry Bolus, 1889)

Francis Guthrie (ur. 22 stycznia 1831 w Bayswater Paddington, Londyn, zm. 19 października 1899 w Claremont, Kapsztad) – brytyjski prawnik, matematyk i botanik, profesor i rektor South African College (współcześnie Uniwersytet Kapsztadzki), inicjator poszukiwań rozwiązania problemu czterech barw i odkrywca nowych gatunków z rodziny wrzosowatych (Ericaceae).

## Życiorys
Ojcem Francisa Guthrie był krawiec, Alexander Guthrie, matką – Kitty z domu Thompson). Mieli sześcioro dzieci. Ojciec był uważany za człowieka zdolnego i obdarzonego dużym smakiem literackim. Starał się zapewnić swoim synom lepszą edukację. Francis wcześnie przejawiał uzdolnienia w dziedzinie matematyki. Jego młodszym brat, Frederick, został w przyszłości znanym fizykiem i chemikiem (członkiem Royal Society) oraz pisarzem.
Francis Guthries studiował w University College London. Stopień B.A. i tytuł Bachelor of Laws (LLB)  otrzymał z first-class honours. Po studiach przez kilka lat pracował w Londynie jako adwokat, nadal interesując się matematyką. W roku 1861 zdecydował się na wyjazd do Graaff-Reinet w Kolonii Przylądkowej. Uczestniczył w tworzeniu Graaff-Reinet College i innych akcjach na rzecz społeczności miasta. W Graaff-Reinet założył rodzinę oraz zaprzyjaźnił się z Harrym Bolusem, również pochodzącym z Anglii, który pracował wówczas w tym mieście jako reporter i litograf w wydawnictwie Graaff-Reinet Herald. Przyjaciół wiązały m.in. zainteresowania południowoafrykańską roślinnością.
W nowej szkole Francis Guthries otrzymał katedrę matematyki; zajmował się również problemami administracyjnymi. W pierwszym roku działalności przyjęto 20 studentów. Nie przyjmowano kandydatów nie-białych oraz dziewcząt, chociaż Guthries był zwolennikiem nadania kobietom praw do edukacji. Zajęcia odbywały się w pomieszczeniach budynku, w którym wcześniej znajdował się sklep braci Waltera i Harry'ego Bolusów. Do roku 1869 zwiększała się liczba studentów i poziom kształcenia, lecz w kolejnych latach pojawiły się poważne przeszkody (m.in. finansowe), które utrudniły dalszy rozwój szkoły. Guthries podejmował próby jej reorganizacji, jednak ostatecznie złożył rezygnację (1975). Opuścił Graaff-Reinet, z honorami żegnany przez społeczność miasta.
W roku 1875 wyjechał do Kapsztadu, gdzie zamieszkał również Harry Bolus, który założył tam – wspólnie z bratem, Walterem – spółkę maklerską Bolus Brothers. Guthries był w latach 1875–1877 adwokatem w Sądzie Najwyższym oraz edytorem Daily News. Od 1 listopada 1878 roku pracował jako profesor matematyki w South African College (później Uniwersytet Kapsztadzki); to stanowisko zajmował do odejścia na emeryturę 31 stycznia 1899 roku (przyspieszonego z powodu złego stanu zdrowia). W latach 1887, 1891 i 1894 pełnił funkcję secretary of the Senate.

## Główne obszary działalności

### Matematyka
W roku 1852, jako student prawa, Francis Guthries zauważył, że do pokolorowania powiatów na mapie Anglii potrzebuje co najmniej czterech różnych kolorów, jeżeli pola o jednym kolorze nie mogą graniczyć. Starał się udowodnić, że cztery kolory wystarczają również do podobnego pokolorowania dowolnej mapy. To spostrzeżenie bywa uznawane za narodziny problemu, który jest do czasów współczesnych nazywany „Four-Colour Problem” lub „Four-Colour Conjecture”. Bracia Guthries przedstawili go swojemu profesorowi, którym był Augustus De Morgan (matematyk i logik, zob. prawa De Morgana). De Morgan uznał problem za bardzo interesujący. Nie udało mu się znaleźć teoretycznego potwierdzenia hipotezy Francisa, jednak zainteresował tym innych matematyków, którzy zajmowali się nim przez wiele lat (Guthries nie uczestniczył w tych poszukiwaniach).
W czasie pobytu w Afryce Południowej Francis Guthries zajmował się matematyką przede wszystkim jako pedagog.

### Botanika
W latach 1892–1897 Francis Guthries był zaangażowany w poszukiwania nieopisanych wcześniej południowoafrykańskich roślin. Zajmował się tym wspólnie z Harrym Bolusem, który miał duże uzdolnienia artystyczne (sporządzał rysunki opisywanych roślin). Obaj przyjaciele byli amatorami w tej dziedzinie. Inicjatorem ich kolekcjonerskiej działalności był prawdopodobnie F. Guthries, który uważał, że takie zajęcie pomoże przyjacielowi oderwać myśli od bolesnego wydarzenia – przedwczesnej śmierci syna. Harry Bolus zaangażował się w botanikę bardzo silnie, a swoje botaniczne kolekcje i bogatą bibliotekę przekazał w testamencie na rzecz College South African, gdzie utworzono Bolus Herbarium Library. Niektórym z odkrytych przez siebie gatunków (prawdopodobnie 14 gatunkom) nadał nazwy pochodzące od nazwiska Guthries, np.
- Guthriea capensis Bolus[8],
- Gladiolus guthriei (Gladiolus odoratus, 1917)[9],
- Satyrium guthriei Bolus (1893)[10],
- Indigofera guthriei Bolus[11].

Francis Guthrie specjalizował się w kolekcjonowaniu (1892–1897) roślin nasiennych z rodziny wrzosowatych (Ericaceae).
Część odkrytych gatunków, np. Indigofera guthriei i Erica bodkinii, Guthrie & Bolus znajduje się na Red List of South African Plants (zob. Czerwona księga gatunków zagrożonych).

## Życie rodzinne
W Graaff-Reinet poślubił w roku 1871 Charlotte Isabellę Grisbrook, córkę miejscowego lekarza i farmaceuty. Mieli dwie córki i dwóch synów (Francis Alexander Charles, Margaret Mary, Frederick Gysbert-Bertie, Isabel Louise Sophy-Louise).